# Otterlyckan
Otterlyckan är en bebyggelse på södra delen av Instön i Lycke socken i Kungälvs kommun. Från 2015 till 2023 avgränsade SCB här en småort. Vid avgränsningen 2023 klassades bebyggelse som sammanvuxen med småorten Terra och denna småort avregistrerades då.